# Sherlock Holmes (película de 1932)
Sherlock Holmes (en España: Una aventura de Sherlock Holmes) es una película estadounidense de 1932, protagonizada por Clive Brook como el famoso detective londinense homónimo. La película está basada en la exitosa obra teatral Sherlock Holmes de William Gillette, basada a su vez en las historias de Arthur Conan Doyle, y fue dirigida por William K. Howard para Fox Film Corporation. Brook ya había interpretado a Holmes en El regreso de Sherlock Holmes.

## Sinopsis
El profesor Moriarty es sentenciado a muerte, y Holmes se dispone a retirarse la campo y contraer matrimonio con su novia, pero Moriarty ha jurado que Holmes y todos los demás responsables de su captura serán ahorcados. Cuando escapa y procede a ejecutar su amenaza, Holmes ha de posponer su retiro.

## Reparto
- Clive Brook - Sherlock Holmes
- Miriam Jordan - Alice Faulkner
- Ernest Torrence - Moriarty
- Herbert Mundin - George
- Reginald Owen - Dr. Watson
- Howard Leeds - Billy
- Alan Mowbray - Coronel Gore-King
- C. Montague Shaw - Juez
- Frank Atkinson - Hombre en el bar
- Ivan F. Simpson - Faulkner
- Stanley Fields - Tony Ardetti